# Bernhardt Esau
Bernhardt Esau (nascido em 9 de dezembro de 1957) é um político namibiano que é ministro da Pesca no Gabinete da Namíbia. Membro da Organização do Povo do Sudoeste Africano (SWAPO), Esau é membro da Assembleia Nacional desde que foi escolhido pelo Presidente Sam Nujoma em 1995. Ele também atuou como vice-ministro do Comércio e Indústria de 1999 a 2010.

## Carreira
Esau nasceu em Swakopmund, região de Erongo, em 9 de dezembro de 1957. Ele ganhou sua matrícula no St. Josephs Training College em Dobra em 1977 e se formou na Universidade de Fort Hare em 1984. Esau subiu através do Sindicato dos Mineiros da Namíbia para se tornar secretário geral do guarda-chuva União Nacional dos Trabalhadores da Namíbia (NUNW) em 1991. Em 1992, durante um período de debate sobre o papel dos sindicatos da Namíbia, Esau preferiu manter uma aliança com a SWAPO. No entanto, Esaú mais tarde, em 1994, sugeriu que os sindicatos poderiam formar seu próprio partido político se os direitos dos trabalhadores continuassem a ser ignorados pelo governo da SWAPO. No mesmo ano, o nativo de Swakopmund foi colocado na lista da Assembléia Nacional da SWAPO e foi votado na Assembléia Nacional em eleições no ano seguinte. Esau foi membro do Politburo da SWAPO de 1991 a 1997 e do Comitê Central do partido desde 1991. Como vice-ministro, Esau teve de apoiar políticas econômicas liberais, incluindo a criação de zonas de processamento de exportação na Namíbia, onde as leis trabalhistas não se aplicam.
Esaú posteriormente serviu como Ministro de Pesca e Recursos Marinhos. No gabinete do Presidente Hage Geingob, nomeado em março de 2015, Esau foi contratado em seu cargo de Ministro de Pesca e Recursos Marinhos.